# Costock
Costock – wieś w Anglii, w hrabstwie Nottinghamshire, w dystrykcie Rushcliffe. Leży 14 km na południe od miasta Nottingham i 163 km na północny zachód od Londynu.